# Francofobia
O sentimento antifrancês (Francofobia ou Galofobia) é o medo ou antagonismo da França, do povo francês, da cultura francesa, do governo francês ou da Francofonia (conjunto de entidades políticas que usam o francês como língua oficial ou cuja população francófona é numérica ou proporcionalmente grande). Existe em várias formas e em diferentes países há muitos séculos.

## Por região
Embora a história francesa no sentido mais amplo se estenda a mais de um milênio, sua unidade política remonta ao reinado de Luís XI, que estabeleceu a base do Estado-nação (em vez de uma entidade dinástica e transnacional típica do final da Idade Média). Nos últimos dias do Antigo Régime, apenas aristocratas e estudiosos falavam francês em grande parte do reino, pois cerca de dois terços da população falavam uma variedade de línguas locais, muitas vezes chamadas de dialetos. Doravante, Eric Hobsbawm argumenta que o Estado-nação francês se constituiu durante o século XIX por meio do alistamento, que contava com as interações entre cidadãos franceses vindos de várias regiões e as leis de instrução pública da Terceira República, promulgadas na década de 1880, provavelmente em paralelo com o nascimento dos nacionalismos europeus. 